# فرصة أخرى (رواية)
فرصة أخرى هي إحدى روايات الروائية الأمريكية دانيال ستيل (بالإنجليزية Second Chance) وهي من الروايات الرومانسية.

## نبذة قصيرة
تدور أحداث الرواية عن محررة شابة في أشهر مجلات الموضة تعيش حياتها في عالم الموضة والازياء متنقلة بين مانهاتن وأوروبا، تلتقي بعميل ارمل وله ابنتان وعلى النقيض من شخصيتها المتحررة كان هو من الشخصيات المتحفظة. يحدث بينهما انجذاب في إحدى السفريات في باريس وتتطور بينهما العلاقة الا انها بعد فترة وجيزة تتدهور بسبب مشاكل في العمل. تقرر المحررة الشابة ان تلقي كل شيء وراء ظهرها وتذهب إلى باريس للحصول على فرصة لبداية جديدة.